# La Mendoza
La Mendoza är en ort i Mexiko.   Den ligger i kommunen San Felipe Tejalápam och delstaten Oaxaca, i den sydöstra delen av landet, 400 km sydost om huvudstaden Mexico City. La Mendoza ligger 1 619 meter över havet och antalet invånare är 278.
Terrängen runt La Mendoza är kuperad åt sydväst, men åt nordost är den platt. Runt La Mendoza är det mycket tätbefolkat, med 3 494 invånare per kvadratkilometer. Närmaste större samhälle är Oaxaca de Juárez, 12,8 km sydost om La Mendoza. Trakten runt La Mendoza består till största delen av jordbruksmark.